# Edirne (district)
Edirne is een Turks district in de provincie Edirne en telt 150.717 inwoners (2007). Het district heeft een oppervlakte van 829,9 km².
De bevolkingsontwikkeling van het district is weergegeven in onderstaande tabel.
| 1997    | 2000    | 2007    |
| ------- | ------- | ------- |
| 128.011 | 140.830 | 150.717 |